# نخل کلمی
نخل کلمی (نام علمی: Sabal palmetto) نام یک گونه از سرده نخلک‌ها است.

## نگارخانه

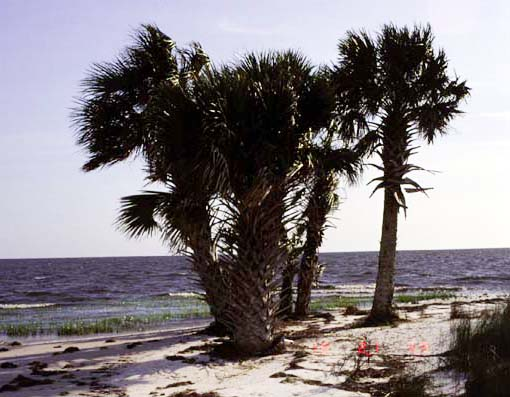
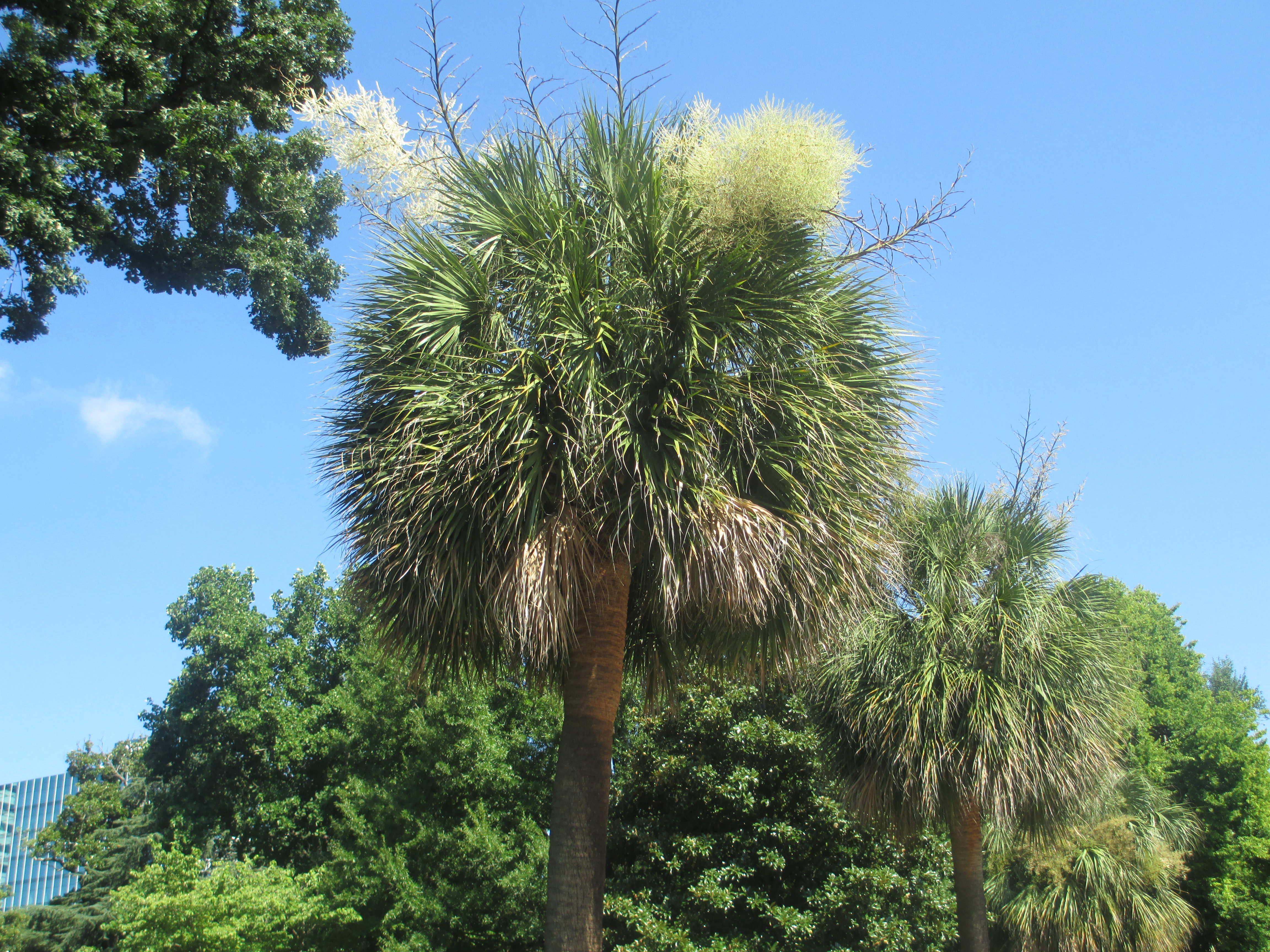
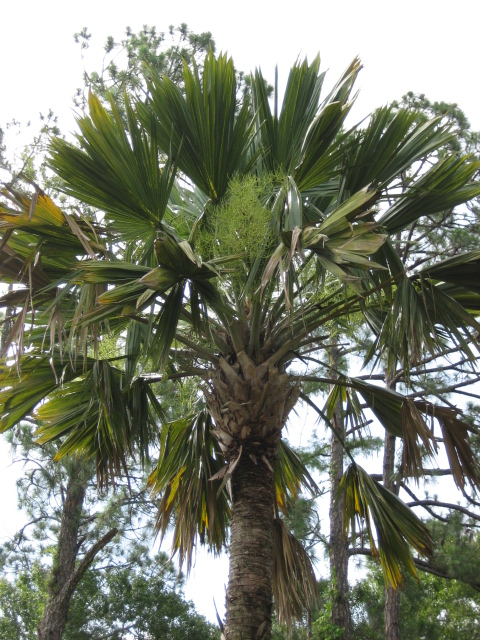
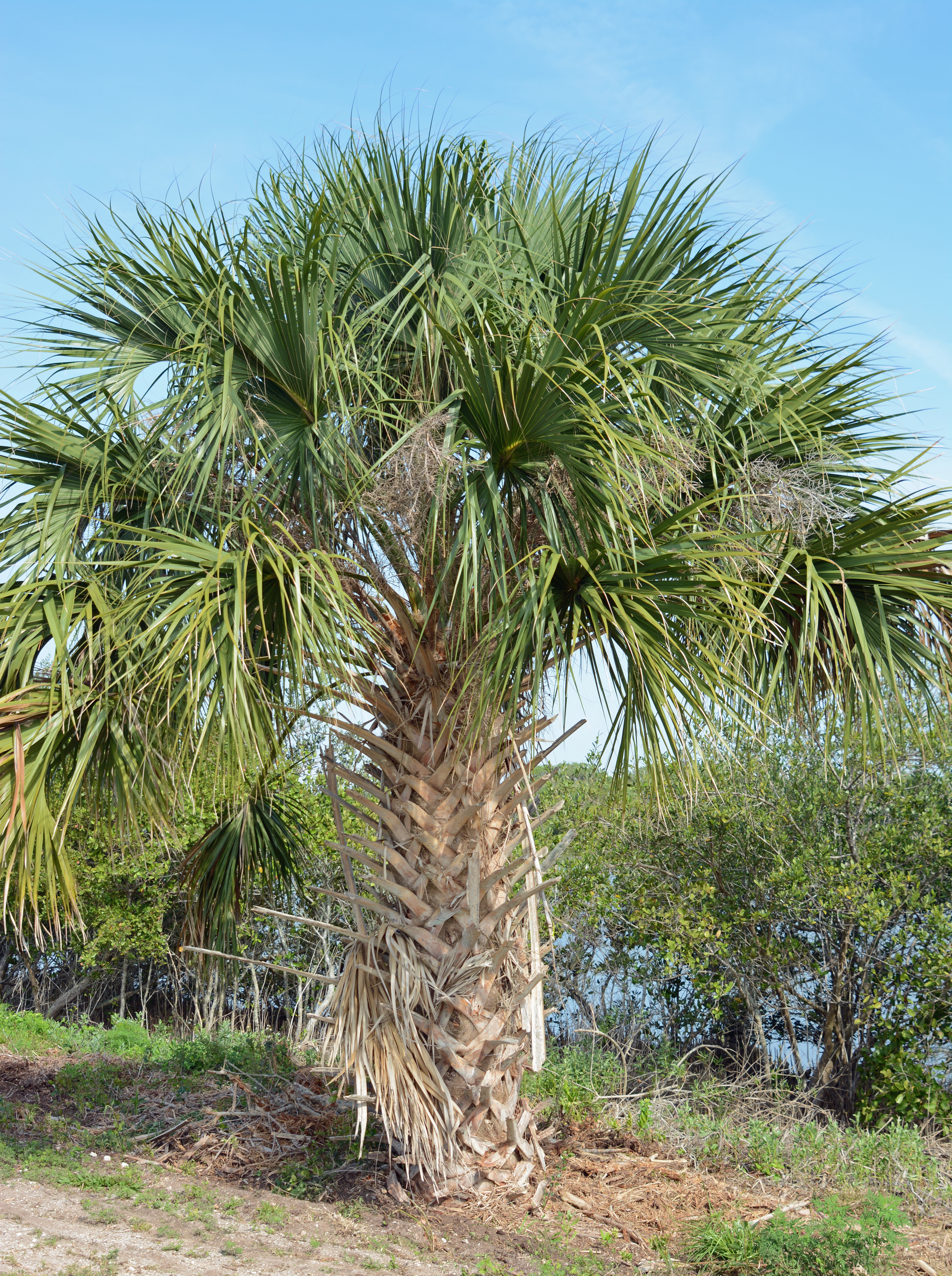
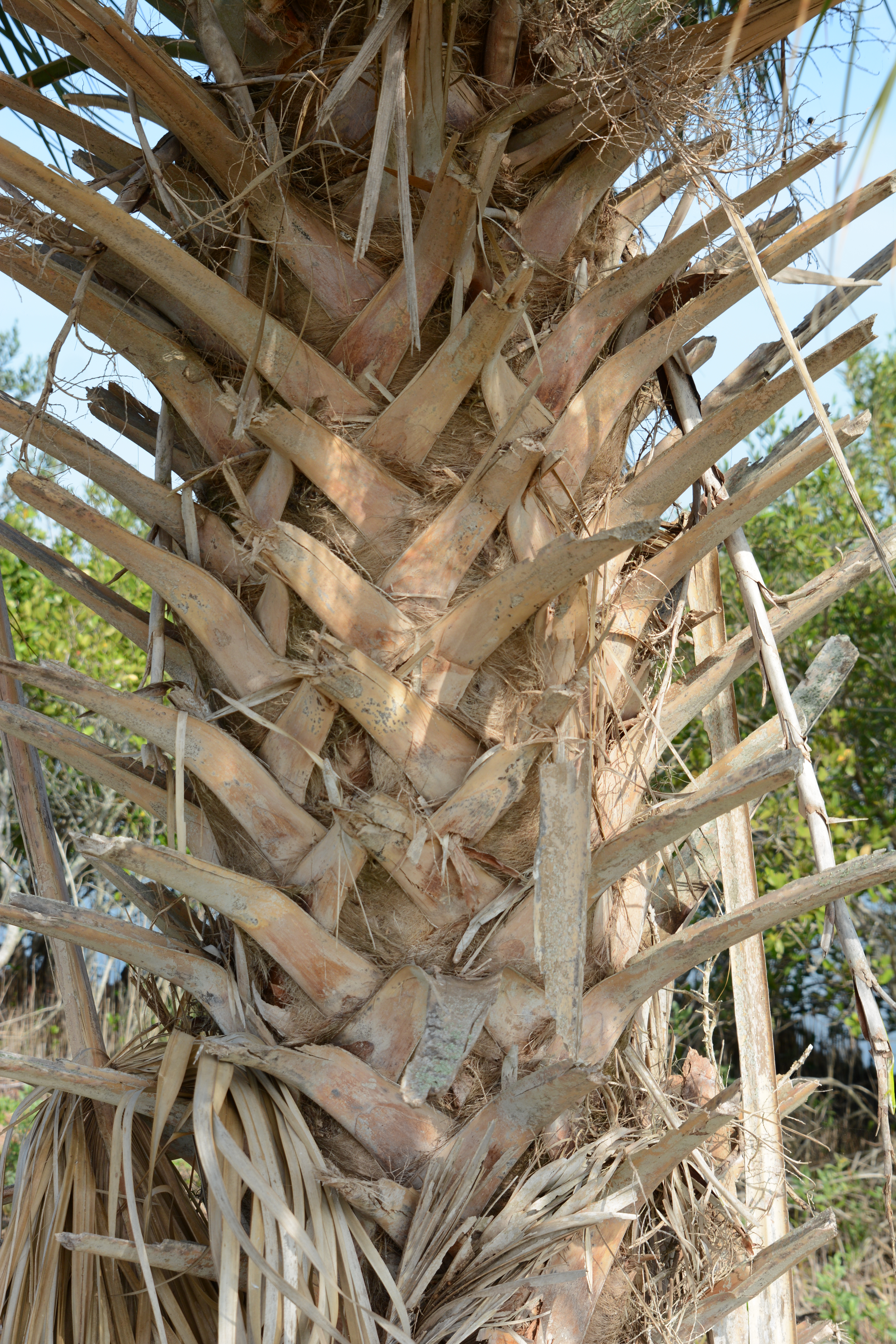